# Noguk di Goryeo
Noguk (노국대장공주 패아지근씨?, 魯國大長公主 孛兒只斤氏?, Noguk daejanggongju Pae-ajigeumssiLR; Yuan, ... – Goryeo, 8 marzo 1365) fu una regina consorte coreana, moglie di Gongmin di Goryeo. Regnò sulla Corea dal 1351 alla morte, nel 1365. Il suo nome mongolo era Borǰigin Buddhašri (ᠪᠣᠷᠵᠢᠭᠢᠨ ᠪᠦᠳᠬᠠᠱᠢᠷᠢ, 보르지긴 보타슈리?, 孛兒只斤 寶塔實里?, Boreujigin BodasyuriLR), mentre in coreano si faceva chiamare Wang Gajin (왕가진?, 王佳珍?).

## Biografia
Il suo anno di nascita è sconosciuto. Era una principessa mongola, e ciononostante sostenne sempre il marito, sposato nel 1349 a Yuan. I coniugi avevano un rapporto molto stretto, ma non ebbero figli. La regina restò incinta quindici anni dopo il matrimonio, ma morì nel 1365 a causa di alcune complicanze durante il parto. In seguito al suo decesso, Gongmin si disinteressò degli affari politici e li affidò al monaco Shin Don. Fu sepolta presso le tombe reali di Hyeonjeongreung, dove sarebbe stato tumulato anche il marito nel 1374. Il suo nome postumo fu Indeok (인덕공명자예선안휘의노국대장공주?, 仁德恭明慈睿宣安徽懿魯國大長公主?, Indeok gongmyeongja-yeseon-anhwi-ui Noguk daejanggongjuLR).

## Ascendenza
|                 |   |   | Genitori |  |  | Nonni |  |  | Bisnonni           |  |  | Trisnonni        |  |
|                 |   |   |          |  |  |       |  |  | Borǰigin Darmabala |  |  | Borjigin Zhenjin |  |
|                 |   |   |          |  |  |       |  |  | Borǰigin Darmabala |  |  | Borjigin Zhenjin |  |
|                 |   | … |          |  |  |       |  |  | Borǰigin Darmabala |  |  |                  |  |
| Amüge           |   |   |          |  |  |       |  |  | Borǰigin Darmabala |  |  |                  |  |
|                 |   | … | …        |  |  |       |  |  |                    |  |  |                  |  |
|                 |   | … | …        |  |  |       |  |  |                    |  |  |                  |  |
|                 |   | … | …        |  |  |       |  |  |                    |  |  |                  |  |
| Bayir Temür     |   | … |          |  |  |       |  |  |                    |  |  |                  |  |
|                 |   | … | …        |  |  |       |  |  |                    |  |  |                  |  |
|                 |   | … | …        |  |  |       |  |  |                    |  |  |                  |  |
|                 |   | … | …        |  |  |       |  |  |                    |  |  |                  |  |
| …               |   | … |          |  |  |       |  |  |                    |  |  |                  |  |
|                 |   | … | …        |  |  |       |  |  |                    |  |  |                  |  |
|                 |   | … | …        |  |  |       |  |  |                    |  |  |                  |  |
|                 |   | … | …        |  |  |       |  |  |                    |  |  |                  |  |
| Noguk di Goryeo |   | … |          |  |  |       |  |  |                    |  |  |                  |  |
|                 | … | … |          |  |  |       |  |  |                    |  |  |                  |  |
|                 | … | … |          |  |  |       |  |  |                    |  |  |                  |  |
|                 | … | … |          |  |  |       |  |  |                    |  |  |                  |  |
| …               | … |   |          |  |  |       |  |  |                    |  |  |                  |  |
|                 |   | … | …        |  |  |       |  |  |                    |  |  |                  |  |
|                 |   | … | …        |  |  |       |  |  |                    |  |  |                  |  |
|                 |   | … | …        |  |  |       |  |  |                    |  |  |                  |  |
| …               |   | … |          |  |  |       |  |  |                    |  |  |                  |  |
|                 |   | … | …        |  |  |       |  |  |                    |  |  |                  |  |
|                 |   | … | …        |  |  |       |  |  |                    |  |  |                  |  |
|                 |   | … | …        |  |  |       |  |  |                    |  |  |                  |  |
| …               |   | … |          |  |  |       |  |  |                    |  |  |                  |  |
|                 |   | … | …        |  |  |       |  |  |                    |  |  |                  |  |
|                 |   | … | …        |  |  |       |  |  |                    |  |  |                  |  |
|                 |   | … | …        |  |  |       |  |  |                    |  |  |                  |  |
|                 |   | … |          |  |  |       |  |  |                    |  |  |                  |  |

## Rappresentazioni nei media
Noguk di Goryeo, al cinema e in televisione, è stata interpretata dalle seguenti attrici:
- Sunwoo Eun-sook in Gaeguk (1983)
- Seo Ji-hye in Shin Don (2005-2006)
- Song Ji-hyo in Ssanghwajeom (2008)
- Park Se-young in Sin-ui (2012)[2]
- Bae Min-hee in Daepungsu (2012–2013)